# Pierres, Calvados

Pierres este o comună în departamentul Calvados, Franța. În 1 ianuarie 2018 avea o populație de 218 de locuitori.